# La Guerre des Trois
Pour les articles homonymes, voir Guerre de Troie (homonymie).
Pour plus de détails, voir Fiche technique et Distribution.
La Guerre des Trois (Pet Peeve) est le 88e court métrage d'animation américain de la série Tom et Jerry, réalisé par William Hanna et Joseph Barbera et produit par Fred Quimby, sorti le 20 novembre 1954. 
Le titre français parodie la Guerre de Troie et fait référence au fait que George et Joan (apparaissant pour la première fois dans ce cartoon pour remplacer Mammy Two Shoes) décident qu'un de Tom le chat et Spike le bouledogue doit attraper Jerry la souris pour rester à la maison.

## Fiche technique
- Titre original : Pet Peeve
- Titre français : La Guerre des Trois
- Réalisation : William Hanna ; Joseph Barbera
- Production : Fred Quimby